# Єрмаковка (Сарикольський район)
Єрмако́вка (каз. Ермаков) — село у складі Сарикольського району Костанайської області Казахстану. Входить до складу Тагільського сільського округу.
Населення — 86 осіб (2021; 163 у 2009, 253 у 1999, 302 у 1989).